# 富士吉田ラジオ中継局
富士吉田ラジオ中継局（ふじよしだラジオちゅうけいきょく）は、山梨県富士吉田市下吉田地区にあるAMラジオ中継局の事である。

## 概要
- 当中継局にはNHK甲府第1放送と山梨放送のラジオ中継局が置局され、富士五湖地方の広い範囲に電波を発射している。

## 送信施設概要
| 放送局名       | 中継局名                 | 周波数  | 出力 | 放送対象地域 | 放送区域内世帯数 | 開局日        | 住所                        |
| -------------- | ------------------------ | ------- | ---- | ------------ | ---------------- | ------------- | --------------------------- |
| NHK甲府第1放送 | 富士吉田ラジオ中継放送所 | 1584kHz | 100W | 山梨県       | 約5万2000世帯    | 1958年9月19日 | 富士吉田市下吉田東4丁目1-21 |
| YBS山梨放送    | 富士吉田放送局           | 765kHz  | 1kW  | 山梨県       | 約-世帯          | 1956年12月1日 | 富士吉田市下吉田9丁目4-12   |

### 備考
- NHK甲府第1放送のコールサインはJOYPであったが1967年11月1日に廃止された。
- 山梨放送はコールサインJOJL,1062kHz,100Wで送信していたが、2004年2月2日の同期放送開始に伴い周波数変更、空中線電力増力となりコールサインは消滅した。